# Cyphia longiflora
Cyphia longiflora är en klockväxtart som beskrevs av Rudolf Schlechter. Cyphia longiflora ingår i släktet Cyphia, och familjen klockväxter. Inga underarter finns listade i Catalogue of Life.